# Can-Am 1968
Can-Am 1968 var den tredje säsongen av sportvagnsserien Canadian-American Challenge Cup. Serien som sanktionerades av Sports Car Club of America och Canadian Automobile Sport Clubs var till för FIA Grupp 7-bilar och kördes över sex omgångar. Säsongen startade 1 september och avslutades 10 november.
Nyzeeländaren Denny Hulme tog sin första titel före sin landsman och stallkamrat Bruce McLarens McLaren. Bilarna från McLaren dominerade mästerskapet, och Bruce McLaren själv blev tvåa i mästerskapet, medan Penske Racings köpta bil med Mark Donohue blev trea.

## Delsegrare
| Datum        | Bana          | Vinnare       | Konstruktör       |
| ------------ | ------------- | ------------- | ----------------- |
| 1 september  | Road America  | Denny Hulme   | McLaren-Chevrolet |
| 15 september | Bridgehampton | Mark Donohue  | McLaren-Chevrolet |
| 29 september | Edmonton      | Denny Hulme   | McLaren-Chevrolet |
| 13 oktober   | Laguna Seca   | John Cannon   | McLaren-Chevrolet |
| 27 oktober   | Riverside     | Bruce McLaren | McLaren-Chevrolet |
| 10 november  | Stardust      | Denny Hulme   | McLaren-Chevrolet |

## Slutställning
| Plats | Förare                | Konstruktör                       | Poäng |
| ----- | --------------------- | --------------------------------- | ----- |
| 1     | Denny Hulme           | McLaren-Chevrolet                 | 35    |
| 2     | Bruce McLaren         | McLaren-Chevrolet                 | 24    |
| 3     | Mark Donohue          | McLaren-Chevrolet                 | 23    |
| 4     | Jim Hall              | Chaparral-Chevrolet               | 12    |
| 5     | Lothar Motschenbacher | McLaren-Chevrolet                 | 11    |
| 6     | John Cannon           | McLaren-Chevrolet                 | 10    |
| 7     | George Follmer        | Lola-Ford                         | 9     |
| 8     | Jerry Titus           | McLaren-Chevrolet                 | 5     |
| 9=    | Sam Posey             | Caldwell-Chevrolet Lola-Chevrolet | 5     |
| 9=    | Chuck Parsons         | Lola-Chevrolet                    | 5     |
| 11    | George Eaton          | McLaren-Chevrolet                 | 4     |
| 12=   | Peter Revson          | McLaren-Ford                      | 3     |
| 12=   | Swede Savage          | Lola-Ford McLaren-Ford            | 3     |
| 14    | Dick Brown            | McLaren-Chevrolet                 | 2     |
| 15=   | Dan Gurney            | McLaren-Ford Lola-Ford            | 1     |
| 15=   | Charlie Hayes         | McKee-Oldsmobile                  | 1     |